# 大峽谷鐵路
大峽谷鐵路（Grand Canyon Railway，GCRX）是一個連接美國亞利桑那州威廉斯和大峽谷國家公園南緣的鐵路。

## 歷史

### 聖塔菲鐵路時代

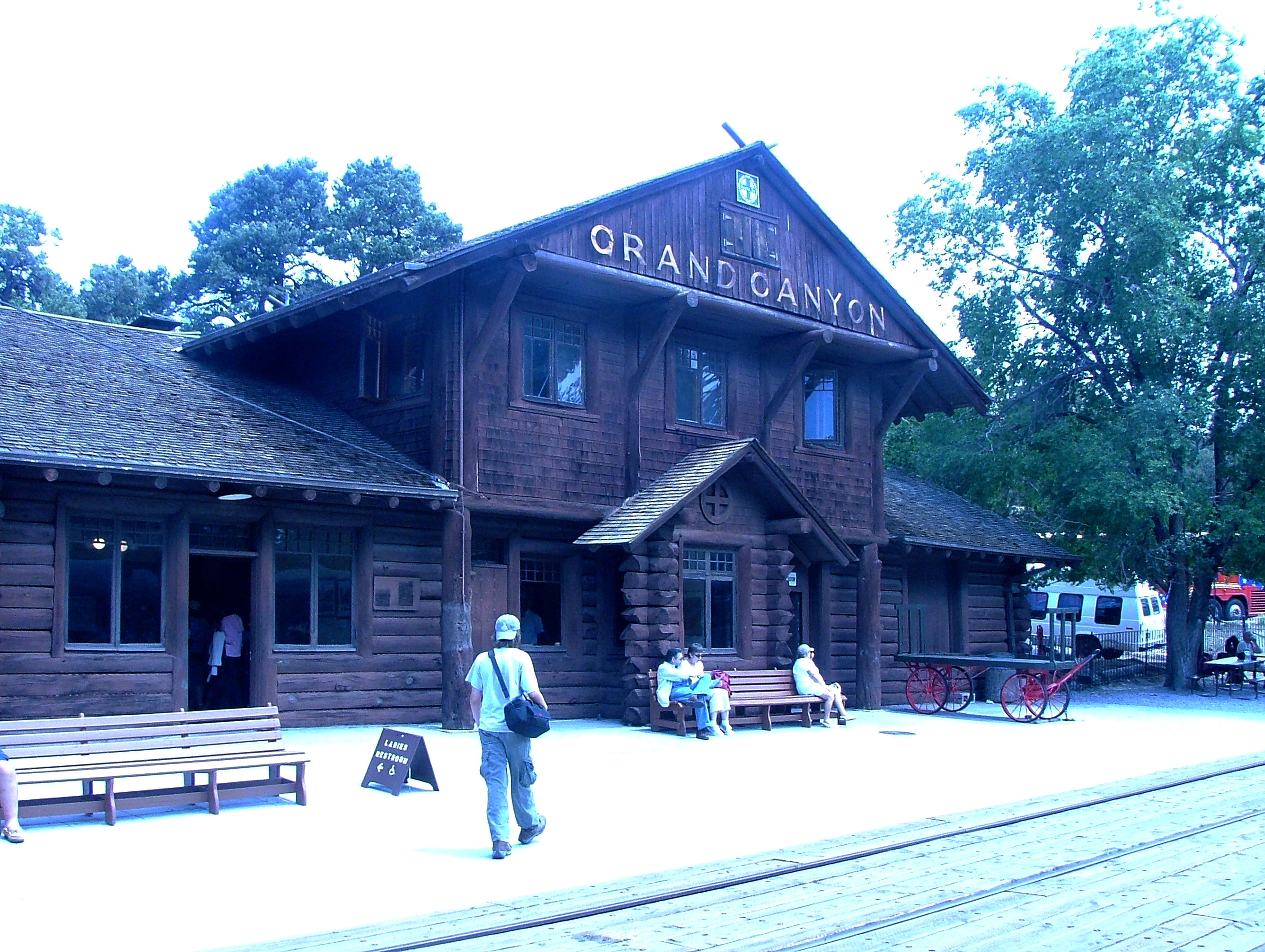
大峽谷鐵路車站

1901年時，艾奇遜，托皮卡和聖塔菲鐵路（Atchison, Topeka and Santa Fe Railway）建立了一條從亞利桑那州威廉斯到大峽谷鎮南緣的支線鐵路。首班車於同年9月17日發車。這條全長103公里的鐵路當時的票價是3.95美金。而當時的美國環保運動領袖约翰·缪尔則提出了該鐵路會使當地自然環境受影響的批評。為了服務旅客，聖塔菲鐵路公司於大峽谷南緣距離車站只有約6公尺處建立了艾爾多瓦飯店（El Tovar Hotel），並於1905年1月開業。
第二次世界大戰後因為公路運輸的影響，聖塔菲鐵路於1968年7月開出最後一班客運列車，而該班列車甚至只載了3位旅客；不過聖塔菲鐵路仍使用該鐵路進行貨物運輸直到1974年，後來整條路線荒廢。
鐵路線荒廢後在1977、1980和1984年曾有企業計畫將鐵路恢復客運，但並未成功。

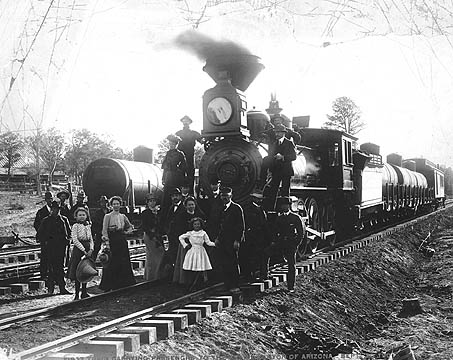
1901年首班列車乘客合照。

### Max and Thelma Biegert 時代
1988年，一對來自亞利桑那州鳳凰城的夫妻 Max and Thelma Biegert 購下了這條鐵路，並於1989年以獨立的公司營運，不再屬於聖塔菲鐵路。首班列車是1989年9月17日開出以紀念該鐵路的第一班列車。而新的鐵路公司開業時 Biegerts 夫妻成立了一家專門的航空公司將遊客從加州、拉斯維加斯和鳳凰城送到旗桿市讓遊客方便搭乘大峽谷鐵路。

18號蒸汽機車

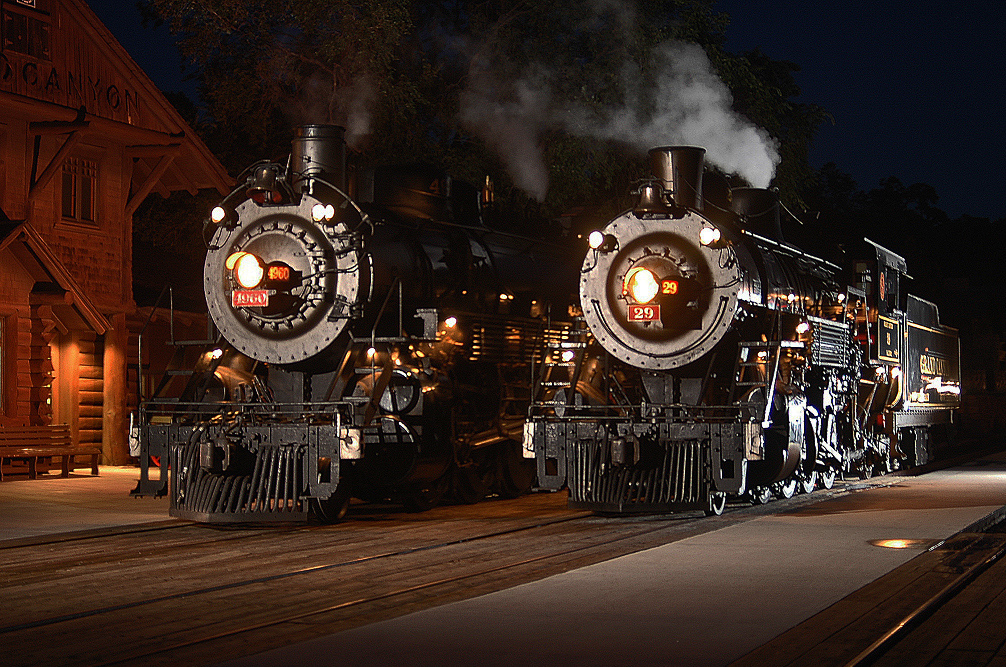
大峽谷車站內的29號和大峡谷铁路4960號蒸汽機車，2005年。

大峽谷鐵路除了聖誕節以外每天都載運數百位旅客往返大峽谷。2006年時有約24萬人次搭乘。
而保存下來的聖塔菲鐵路車站現由大峽谷鐵路公司管理，並且在特定節日開行 Seasonal Polar Express 等特別列車。並且和美鐵的鐵路車站以一天兩班的 Thruway Motorcoach 接駁車連絡以搭乘美鐵的西南酋長號列車。
大峽谷車站則由美国国家公园管理局所有，並且至今仍是該鐵路的北端終點站。

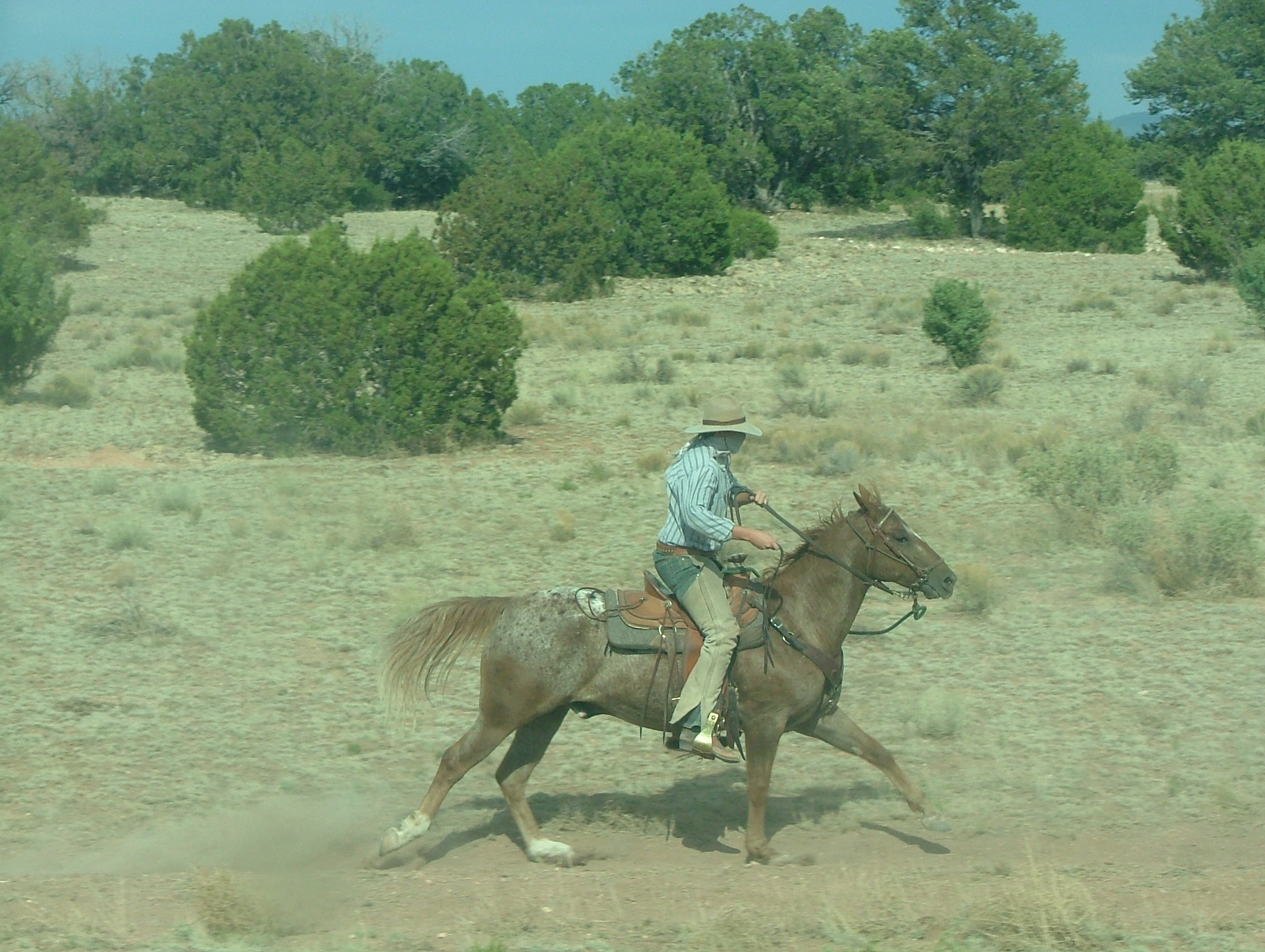
旅程回程中模擬火車搶劫。

大峽谷鐵路修復了數台1970年代的 EMD F40PH 柴油機車進行定期運轉，客車則布置成1950年代的風格。旅程的回程中加上了模擬美國舊西部火車搶劫的劇情。
在冬季時（11月到翌年1月），大峽谷鐵路則行駛從威廉斯車站到北方距離30公里「北極車站」的 The Polar Express 列車。2008年冬季列車載運了78000人次旅客。

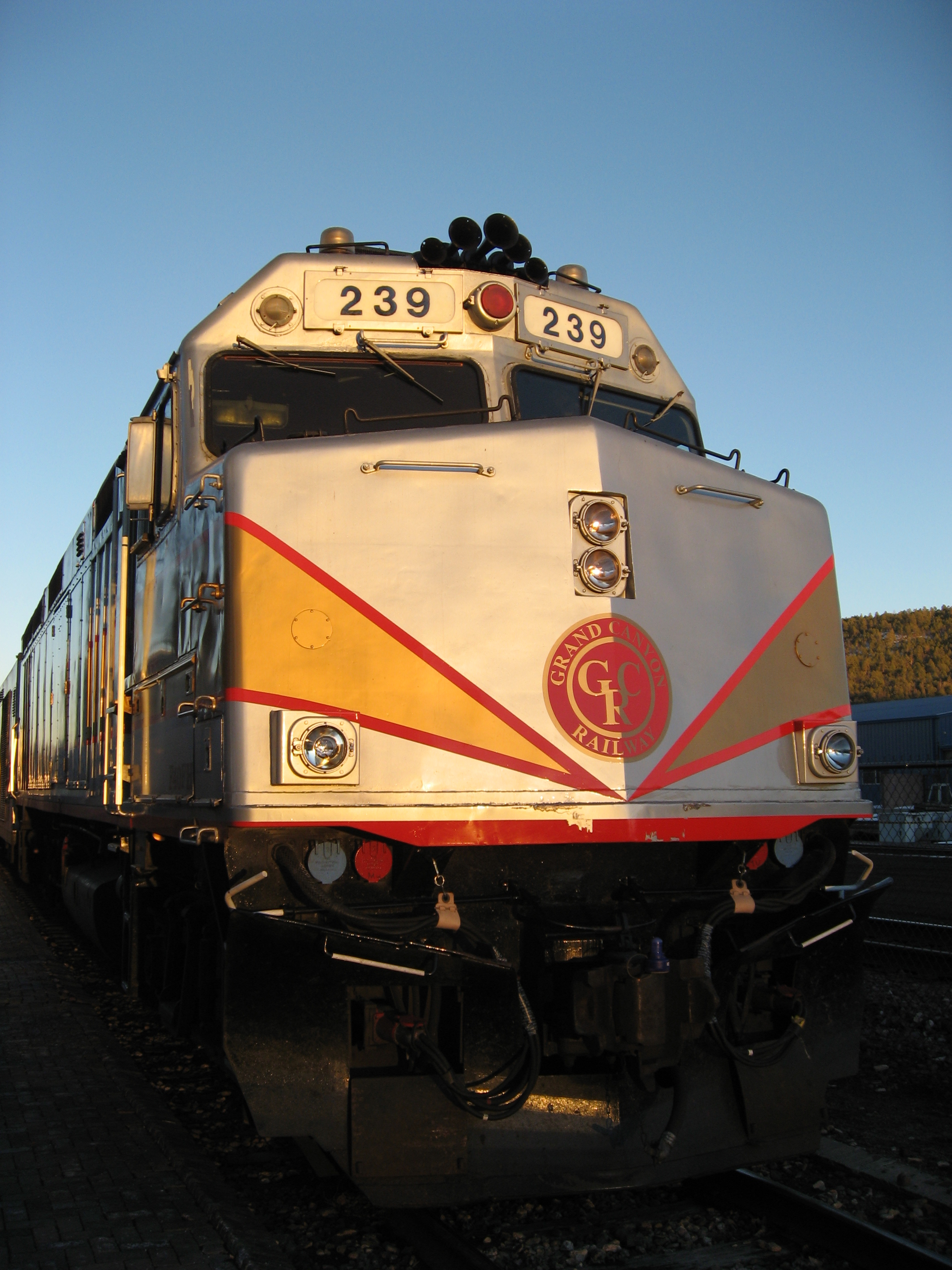
夕陽下的柴油機車，攝於威廉斯。

2006年，Max and Thelma Biegert 宣布將出售大峽谷鐵路和相關的餐廳、旅館等服務設施。

### Xanterra 時代
2006年9月21日在科羅拉多州丹佛的 Xanterra Parks & Resorts 成功購下大峽谷鐵路。這家公司預計將大峽谷鐵路和它原本在大峽谷國家公園南緣的服務相結合。

#### 蒸氣機車運行模式轉變

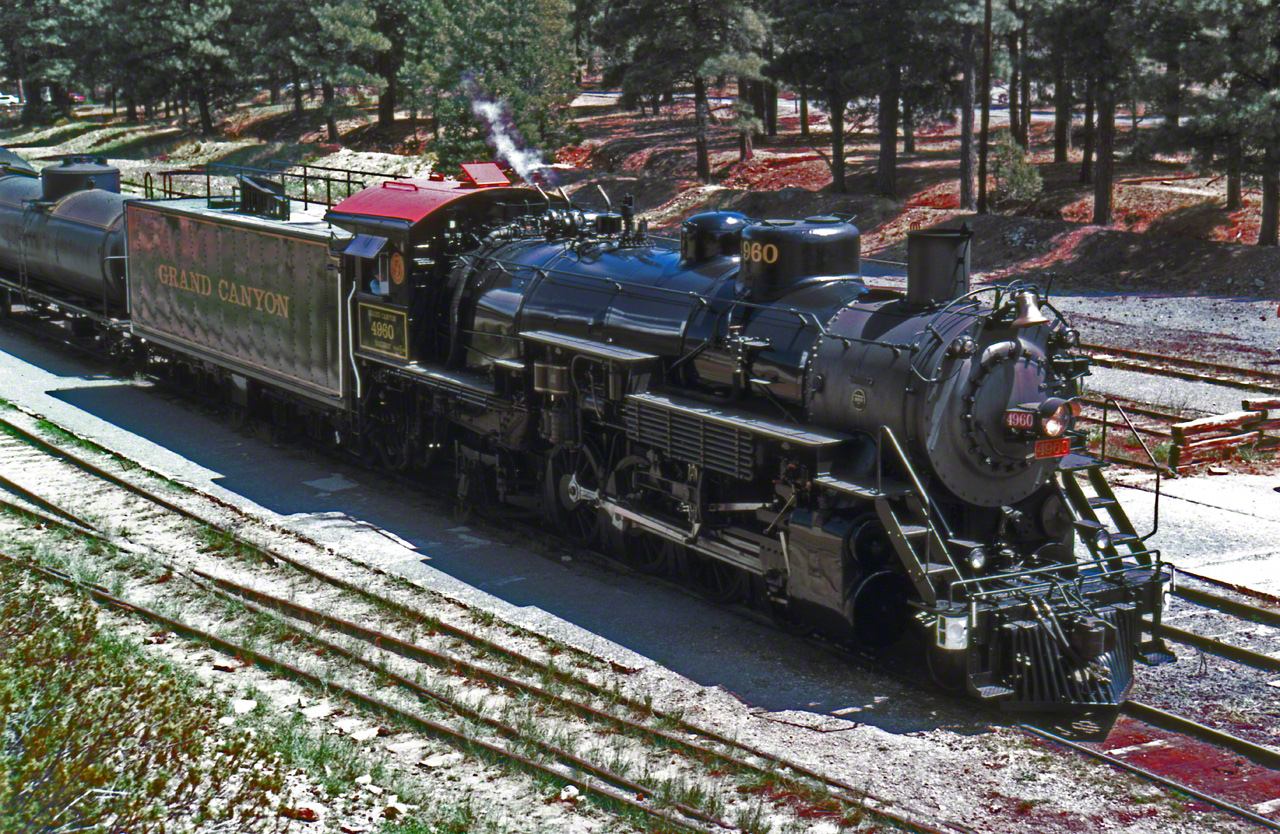
4960號蒸汽機車

2008年9月Trains 雜誌報導 Xanterra 將不再行駛蒸汽機車。這個決定是因為2000年以後能源危機和經濟衰退的結果，雖然對外宣稱是因為環境因素的決定。之後該鐵路上的29號和4960號蒸汽機車都在威廉斯車站靜態展示。不過2009年9月19日開始又重新在特定日期行駛蒸汽機車，燃料則改為植物提煉的生質油。

### 菲利浦·安舒茨時代
2008年6月24日，菲利浦·安舒茨宣布將收購 Xanterra 公司，並於9月25日完成收購。

## 運行模式
大峽谷鐵路除了12月25日之外，每天都有列車往返於威廉斯和大峽谷南緣之間。每日上午09:30自威廉斯開車，11:45到達大峽谷南緣。下午03:30自大峽谷開車，05:45到達威廉斯。

## 國家史蹟名錄指定
大峽谷鐵路已於2000年列入國家史蹟名錄，而大峽谷車站是另外獨立列入。

## 外部連結
- Grand Canyon Railway（页面存档备份，存于） official website
- More History of Line（页面存档备份，存于）